# Barbara Lee
Barbara Jean Lee (ur. 16 lipca 1946 w El Paso) – amerykańska polityczka, członkini Partii Demokratycznej.

## Działalność polityczna
W latach 1990–1997 zasiadała w Zgromadzeniu Stanowym Kalifornii, a następnie w latach 1997–1998 w Senacie stanu Kalifornia. W okresie od 7 kwietnia 1998 do 3 stycznia 2025 była przedstawicielką Kalifornii w Izbie Reprezentantów Stanów Zjednoczonych. Reprezentowała kolejno okręg 9. (1997–2013), okręg 13. (2013–2023), oraz okręg 12. (2023–2025).
W 2001 Barbara Lee sprzeciwiła się militarnej odpowiedzi Stanów Zjednoczonych na zamach z 11 września i jako jedyna członkini Izby Reprezentantów zagłosowała przeciw Autoryzacji Użycia Siły Militarnej (ang. Authorization for Use of Military Force), rezolucji nadającej Prezydentowi Stanów Zjednoczonych prawo do "użycia Sił Zbrojnych Stanów Zjednoczonych przeciwko odpowiedzialnym za ostatnie ataki na Stany Zjednoczone". Od czasu uchwalenia, rezolucja była podstawą prawną prowadzenia działań zbrojnych na Bliskim Wschodzie przez administracje prezydentów Georga W. Busha, Baracka Obamy i Donalda Trumpa.
Kandydowała w przedterminowych wyborach na burmistrza Oakland, przeprowadzonych 15 kwietnia 2025 po odwołaniu Sheng Tao z urzędu.